# Passiv in der spanischen Sprache
Das Passiv oder Leideform, voz pasiva, ist eine der Diathesen. Die Diathese (Handlungsrichtung), diátesis gramatical, ist eine Kategorie des Verbs (auch als Verbgeschlecht oder Genus verbi bezeichnet). Die Diathese ist ein Spezialfall der Valenzalternation.

## Erläuterung
Bei einer Valenzalternation haben zwei stammverwandte Verben unterschiedliche semantische und/oder syntaktische Mitspieler (oder Partizipanten), während die verbale Grundbedeutung gleich bleibt.

### Syntaktische Funktion und semantische Rolle im Passiv
Eine der Funktionen der verschiedenen Formen an Diathesen ist es, dass ein bestimmtes Ereignis in unterschiedlicher grammatischer Weise zum Ausdruck gebracht werden kann, so dass die an der Interaktion beteiligten Akteure in unterschiedlicher Perspektiven dargestellt werden. Das Subjekt steht grundsätzlich im Nominativ.
```
 
Juan la besó.
 
Juan küsste sie.
 
Pretérito indefinido de indicativo
, voz activa
 
Juan besó a María.
 
Juan küsste María.
 Pretérito indefinido, voz activa
 
María fue besada por Juan.
 
María wurde geküsst von Juan.
 Presente de indicativo, 
Vorgangspassiv, voz pasiva con ser
```

Dies verdeutlicht, dass zwischen syntaktischen Funktionen und semantischen Rollen grundsätzlich unterschieden werden muss (siehe Charles J. Fillmore (1968)).
Mit einem Diathesenwechsel verändert sich die Zahl der im Satz realisierten semantischen Rollen und ihre Verteilung auf die syntaktischen Positionen im neuen Satz.
Einige semantische Rollen sind:
- Agens, agente: Person oder Sache, die eine Handlung ausführt:

Juan küsst María. Juan leyó el libro.
- Patiens, paciente: Person oder Sache, die von einer Handlung betroffen ist:

María wird geküsst. La roca aplastó el tractor.
- Cause, causa: Person oder Objekt, das ein Ereignis verursacht:

Die Liebe ließ Juan María küssen. Juan se comió la tarta porque llevaba sin comer desde ayer.
- Benefizient/Benefaktiv, beneficiario: Nutznießer oder Geschädigter einer Handlung:

Die Mutter bekam von Carlos die Äpfel. El ingeniero construyó un coche para la clase media.
- Experiencer experimentador, : Person, die im Ereignis eine Wahrnehmung hat:

Carlos fürchtete sich vor María und Juan. Me puse a llorar.
- Source fuente u origen: Ausgangspunkt einer gerichteten Bewegung:

Die Santa María segelte von Valencia nach Mallorca. Ella se apartó de él.
- Goal, finalidad o propósito: Ziel einer gerichteten Bewegung:

Die Santa María segelte von Valencia nach Mallorca. Carlos se comió la tarta para ganar el concurso de comilones.
- Path dirección o meta: Weg zwischen einer Source und einem Goal:

Die Santa Maria segelte von Valencia über Gibraltar nach Madeira. La caravana continuó hacia el oasis lejano.
Das indirekte Objekt (in der Kasusterminologie Dativ) kennzeichnet oft den eigentlichen Endpunkt der Aktion. Es ist das Objekt, das die Folgen einer Handlung „zu spüren“ bekommt. Durch das Einsetzen des unbetonten, verbundenen Personalpronomens, pronombre personal átono, werden die Verhältnisse deutlicher. – Beispiele:
```
 
Carlos llevó manzanas a su madre
 
Carlos brachte Äpfel zu seiner Mutter.
 bzw. 
Carlos brachte seiner Mutter Äpfel.

 
Le
 llevó manzanas
 
Ihr er brachte Äpfel.
 bzw. 
Er brachte ihr Äpfel.
```

Die „Mutter“ ist diejenige, die in diesem Fall die Folgen der Handlung von „Carlos“ „zu spüren“ bekommt, da sie die „Äpfel“ erhält. Damit ist die Mutter das indirekte Objekt. „Carlos“ nimmt die semantische Rolle des Agens ein, die „Äpfel“ die Rolle des Patiens.
Eine Umwandlung in das Passiv lässt das indirekte Objekt hervortreten:
```
 
Las manzanas fueron llevadas por Carlos a su madre
 
Die Äpfel wurden gebracht durch Carlos zu seiner Mutter.
```

Mit der Handlungsrichtung oder Diathese wird das Verhältnis zwischen dem Verbalinhalt und dem Subjekt des Satzes kundgetan. Dabei gibt es bei der Polarität Aktiv-Passiv nur zwei Möglichkeiten, entweder bezieht sich die Aussage des Verbs auf das Subjekt selbst oder aber nicht.
Bei einer Handlung, die mit einem transitiven Verb versprachlicht wird, ist bedeutsam, ob das transitive Verb sich auf das Objekt oder auf das Subjekt bezieht. Transitive Verben stehen mit einem direkten Objekt (in der Kasusterminologie das Akkusativobjekt) in Verbindung; das direkte Objekte ist das, worauf die durch das Verb versprachlichte Aktion hin zielt. Transitive Verben werden synonym auch als „zielende Tätigkeitswörter“ bezeichnet. Eine transitive Handlung setzt also ein Objekt per se voraus, so bleibt die Objektbezogenheit unmarkiert, die Subjektbezogenheit wäre aber markiert.

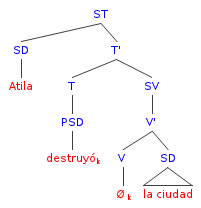
Der aktivische, spanische Satz, oraciíon activa: Atila destruyó la ciudad. Attila zerstörte die Stadt aufgeschlüsselt. (Voz activa)

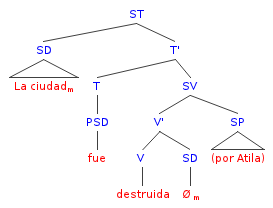
Der passivische, spanische Satz, oraciíon pasiva: La ciudad fue destruida (por Atila) Die Stadt wurde zerstört von Attila. aufgeschlüsselt (Voz pasiva)

Die meisten transitiven Verben, die sich von einem direkten Objekt begleiten lassen, können eine passivische Form bilden. Um das direkte Objekt in den Satzvordergrund zu setzen, rückt man es an den Satzanfang und verdoppelt das direkte Objekt durch ein Akkusativpronomen. Seine satzsemantische Grundfunktion ist ähnlich dem deutschen Passiv. So beschreibt bzw. betont das spanische Passiv ein vom Handlungsträger abgewandtes verbales Ereignis. Damit wird es geschehensorientiert, und es unterscheidet sich darin vom Aktiv. – Beispiele:
```
 
Atila destruyó la ciudad.
 
Pretérito indefinido de indicativo
, 
Voz activa
 
Attila
 zerstörte die Stadt.

 
La ciudad fue destruid
a
 por Atila.
 Pretérito indefinido de indicativo, 
Vorgangspassiv, 
pasiva con ser o pasiva de proceso
 
Die Stadt wurde zerstört von Attila.

 
La mujer lee un ensayo.
 
Presente de indicativo
, 
Voz activa
 
Die Frau liest ein Essay.

 
El ensayo es leído por la mujer.
 Presente de indicativo, 
Voz pasiva
 Das Essay wurde gelesen von der Frau.
 
Juana compró el coche.
 
Pretérito indefinido de indicativo
, Voz activa 
Juana schon kaufte das Auto.

 
El coche fue comprado por Juana.
 Pretérito indefinido de indicativo, Voz pasiva 
Das Auto war schon gekauft worden von Juana.
```

Genauso wie für das Aktiv (Tätigkeitsform), voz activa kann auch das Passiv prinzipiell in sämtliche Zeitformen, tiempos gramaticales gesetzt werden. Gleiches gilt auch für die drei verschiedenen Modi eines Verbs, den Indicativo den Subjuntivo und den Imperativo in den unterschiedlichen Tempora.
Man muss aber berücksichtigen, dass zum einen, und unterschiedlich zur deutschen Sprache, das Vorgangspassiv im Spanischen eine eher speziellere Anwendung findet; so etwa in der Verwaltungssprache oder auch in den Printmedien. Die alltägliche, gesprochene Kommunikation bevorzugt Aktivsätze oder aber das Reflexivpassiv, pasiva refleja und zum anderen, dass bestimmte Tempora und Modi vor allem im Zustandspassiv keine Bedeutung haben und im gesprochenen Spanisch als Stilfehler empfunden würden.
Beim Aktiv, voz activa wird betont wer oder was die Handlung, Ereignis ausführt. Beim Passiv, voz pasiva wird die Handlung an sich akzentuiert, das wer oder was verschwindet. Das Subjekt des Satzes handelt nicht, sondern erfährt die Auswirkung einer solchen.
Es wurde viel darüber diskutiert, ob im Spanischen, anders als im Deutschen, überhaupt ein Passiv existiere, da es in einzelnen Fällen (etwa bei bestimmten Tempora) keine speziellen alltagsverwendeten Formen besitzt, sondern durch Umschreibung und analytisch, d. h. zusammengesetzt, gebildet wird. Dabei zeigt die Analyse der unterschiedlichsten Textkorpora, dass das voz pasiva vermehrt in der Schriftsprache und dort durchaus häufig gebräuchlich ist. – Beispiele:
```
 
Vosotros 
habéis sido radiados
.
 
Ihr seid bestrahlt worden.
 Vorgangspassiv
```

Dies stellt eine grammatikalisch korrekte Form dar, die im alltäglichen Sprachgebrauch jedoch eher ungewöhnlich ist und daher zugunsten anderer Konstruktionen ausgetauscht wird.
```
 
Os han radiados.
 
Euch sie haben bestrahlt.

 
Se os radió.
 
Man euch hat schon bestrahlt.
```

Obgleich manche passivischen Sätze nicht in der Alltagssprache oder manche nur in der Schriftsprache ihre Anwendung finden, bedeutet das eben nicht, dass passivische Konstruktionen, voces pasivas nicht verwendet werden. So können bestimmte Sachverhalte in einer aktivischen Konstruktion, voz activa, nicht immer elegant wiedergegeben werden. Ist etwa der Handelnde einer zu versprachlichenden Situation nicht bekannt oder werden zwei Objekte, ein direktes Objekt und ein indirektes Objekt mit angehängtem „a“, verwendet, ist die passivische Konstruktion häufig die eloquentere Form. – Beispiele:
```
 
Los vecinos no 
entregarán
 a conductor a la policía
 (voz activa).
 
El conductor no 
será entregado
 a la policía por los vecinos
 (voz pasiva genauer pasiva con ser).
 
El artesano abre la puerta
 (voz activa). 
La puerta es abierta por el artesano
 (voz pasiva genauer pasiva con ser).
[
9
]
```

## Allgemeines, Sprachgeschichtliches
Aktiv und Passiv sind die beiden Genera verbi in den rezenten und genetisch verwandten indoeuropäischen Sprachen bzw. Sprachfamilie. Das Passiv war kein Bestandteil der rekonstruierten Proto-Indoeuropäisch-Sprache (PIE). In den indoeuropäischen Sprachen zählt das Passiv zu einer späteren Entwicklung, denn in der Protosprache gab es neben dem Aktiv nur das Medium.
Nach Karl Brugmann (1917) war die Abspaltung des Passivs von den beiden anderen Diathesen, Aktiv und Medium, erst möglich geworden, nachdem die Differenzierung von Nominativ und Akkusativ eingesetzt hatte. Das Verb im aktiven Zustand hat die Aufgabe, das Subjekt als Agens hervorzuheben und damit auszudrücken, dass es eine Handlung tätigt. Das Verb im passiven Zustand hingegen wandelt das Subjekt zum Patiens um. Hier wird das Subjekt als Patiens vom Nominativ in einen anderen Fall gesetzt.
Das Passiv entwickelte sich also erst sekundär. Hierbei stehen zwei Hypothesen im Vordergrund:
- Die eine vertritt die Ansicht, dass das Passiv auf ein „reflexives Medium“ zurückginge, welches zum Ausdruck bringt, dass das Subjekt eine Handlung ausübt;
- Die andere Hypothese erklärt das Passiv aus dem „eventiven Medium“ entstanden, welches zum Ausdruck bringt, dass das Subjekt von einem Zustand oder Vorgang betroffen wird.

Das Medium seinerseits entspricht im Sinngehalt den reflexiven Verben, z. B. „sich beeilen“, „sich erinnern“, „sich verlaufen“. Es wird ferner dafür benutzt, eine Absicht im Interesse des Subjekts auszudrücken: etwas für sich verdienen. Auch widerfährt die Handlung oder Änderung eines Ereignisses dem Subjekt des Satzes:
```
 
Der Baum fällt.
```

Bei reflexivem Gebrauch der Verben wird das Subjekt zum Objekt einer Handlung:
```
 
Ich
 wasche 
mich
.
[
13
]
```

Die Funktion des Passivs war der des Reflexivs in den heutigen romanischen, aber auch slawischen oder germanischen Sprachen durchaus ähnlich.

## Formen der spanischen Passivbildung
Traditionell unterscheidet man im Spanischen zwei Arten von Passivbildung:
- das analytische Passiv, pasiva analítica; und
- das synthetische Passiv, pasiva sintética.

### Die Kopulaverbenestarundserzur Bildung des analytischen Passivs
Die beiden Kopulaverben „estar/ser“ können als Hilfsverben betrachtet werden, da sie gewissermaßen eine semantisch leere Kategorie bilden, die primär eine funktionelle, aber keine lexikalische Bedeutung tragen. In der spanischen Sprache ist allgemein betrachtet die Differenzierung zwischen der Darstellung als „Geschehen“ oder Darstellung als „Zustand“ sehr viel stärker ausgebildet als in der deutschen Sprache. Im Spanischen hängt die Auswahl der Kopulaverben „estar vs. ser“ auch stark von der Sprecherperspektive (Pragmatik) ab.
Neben den beiden Kopulaverben „estar“ und „ser“ finden sich im Spanischen noch eine weitere Anzahl von Verben, die neben ihrer Funktion als Vollverben auch als Kopulaverben eingesetzt werden können. In dieser Funktion verlieren sie dann ihren lexikalischen Wert und meinen nur noch eine Seinshaftigkeit. Durch ihre Eigenschaft, schon als Vollverben Zustandhaftigkeit auszudrücken, sind sie besonders als Kopulaersätze (verbos pseudocopulativos) geeignet. Einige dieser Kopulaersätze können ebenfalls passivische Konstruktionen bilden. – Beispiele:
- tener + participio pasado o perfecto o pasivo,
- llevar + participio oder
- traer + participio.

### Analytisches Passiv
Das analytische Passiv (pasiva analítica) wird mit dem konjugierten Hilfsverb ser oder estar (deutsch „sein“ oder „werden bzw. werden sein“) und dem participio pasado oder perfecto oder pasivo des entsprechenden Verbs gebildet. Die Nennung des Urhebers der Handlung ist nicht unbedingt nötig, wenn er jedoch erscheint, dann in Verbindung mit der Präposition „por“ oder seltener mit „de“. – Beispiele:
```
 
Pedro comió las peras.
 
Pedro aß die Birnen
 (Aktiv); oder
 
Las peras fueron comidas por Pedro.
 
Die Birnen wurden von Pedro gegessen
 (Passiv genauer 
pasiva con ser
).
```

Das analytische Passiv, pasiva de analítica, unterteilt sich wiederum in Vorgangspassiv und Zustandspassiv.
- Das Vorgangspassiv, pasiva con ser wird genutzt, um Vorgänge, Prozesse und prozesshafte Ereignisse auszudrücken.
- Das Zustandspassiv, pasiva con estar wird benötigt, um das Ergebnis einer Handlung, Tatbestandes oder eines Zustandes auszudrücken.

Während also das Vorgangspassiv (pasiva con ser) eine Handlung oder einen Tatbestand beschreibt, die von einer beschriebenen Person oder einem Gegenstand ihren Ausgang nimmt, wird bei dem Zustandspassiv (pasiva con estar) das Ergebnis einer Handlung versprachlicht. Das Vorgangspassiv wird mit dem Kopulaverb ser und dem participio pasado des entsprechenden Verbs gebildet. Tritt das Vorgangspassiv in eine Verbindung mit einem Modalverb, etwa ir a und acabar de, wird das Kopulaverb ser im Infinitiv (infinitivo) verwendet. Das Zustandspassiv wird mit dem Kopulaverb estar und dem participio pasado des entsprechenden Verbs gebildet. Von der formalen Bildung ähnelt es den deutschen Formen, welche mit dem Hilfsverben sein und werden gebildet werden: Ser entspricht dem deutschen „sein“ und estar dem deutschen „werden“ bzw. „sein werden“.
In beiden Fällen richtet sich das Partizip (participio) sowohl in Genus und Numerus nach dem Subjekt (Kongruenz), mit anderen Worten, das verwendete Partizip muss mit dem Subjekt in Geschlecht und Zahl übereinstimmen. – Beispiele:
```
 
La
 ciudad fue destruid
a
 por Attila.
 
Die Stadt wurde zerstört von Attila.

 
El
 coche ya había sido comprado por Juana.
 
Der Wagen war von Juana schon gekauft worden.
```

#### Das Vorgangspassiv,pasiva con ser o pasiva de proceso
Subjekt + ser + Partizip participio pasado oder perfecto kongruent nach dem Subjekt in Genus und Numerus + por + Subjekt des Aktivsatzes.
Dabei kann nur das Kopulaverb „ser“ ein Vorgangspassiv bilden, die mit „estar“ und dem Partizip (participio pasado o perfecto) gebildeten Konstruktionen sind kein Vorgangspassiv, hier verhält sich das participio pasado o perfecto wie ein Adjektiv. Es liegt keine agentive Präpositionalphrasen vor; „agentive Verben“ oder auch „aktionale Verben“ sind Bewegungsverben und gehören zu den „Handlungsverben“.
```
La casa 
fue arruinada
 por el enigmo.
 Indefinido, Vorgangspassiv

La casa 
estaba
 arruinada.
 (* por el enigmo) Imperfecto, 
Zustandspassiv
```

Bei einem perfektiven Zustand wird gekennzeichnet, dass der Tatbestand oder die Handlung, die über einen bestimmten Zeitraum stattfand, einen bekannten Anfang und Ende aufweisen. Einem imperfektiven Zustand fehlen dieses Aspekte. Adjektive, die mit „ser“ kombiniert werden, repräsentieren imperfektive Zustände, solche, die mit „estar“ kombiniert wurden, perfektive Zustände. Das Vorgangspassiv mit „ser“ kann Handlungsverläufe wiedergeben. Das Zustandspassiv mit „estar“ versprachlicht das Resultat einer Handlung.
Zentral ist beim Vorgangspassiv oder Handlungspassiv die Frage: „Was wurde von wem oder wovon in Gang gesetzt, ausgelöst?“. Damit steht nicht das Subjekt des Aktivs (voz activa) im Vordergrund, sondern vielmehr die Bedingungen, die eine Handlung auslösen oder bewirken können. Das Subjekt des voz activa steht hingegen im Hintergrund und am Ende des Satzes nach einer entsprechenden Präposition, etwa por. Mit dem Vorgangspassiv (pasiva con ser o pasiva de proceso) werden, wie die Bezeichnung nahelegt, passivische Vorgänge bei Handlungen und Ereignissen beschrieben. Beim Vorgangspassiv steht das Geschehen im Blickfeld, es bildet etwas Prozessuales, einen Vorgang ab, das direkte Objekt des Aktivsatzes rückt zum Passivsubjekt auf. Der Akteur des Aktivsatzes verschwindet aus der versprachlichten Szene und wird nicht genannt oder mit der Präposition por, seltener de angefügt. – Beispiele:
```
 
Juana invita a María.
 
Juana lädt María ein.
 
Presente de indicativo
, Voz activa
 
María es invitada por Juana.
 
María ist von Juana eingeladen.
 
Presente de indicativo
, Voz pasiva con ser
```

```
 
Las contraventanas 
fueron cerradas
.
 
Die Fensterläden wurden geschlossen.
 
Pretérito indefinido de indicativo
, Voz pasiva con ser
```

Das Vorgangspassiv verwendet das Hilfsverb oder Kopulaverb ser und ein veränderliches Partizip participio pasado oder perfecto. – Beispiel:
```
 
Las camas no 
han sido hechas
.
 
Die Betten sind nicht gemacht worden.
 
Pretérito perfecto de indicativo
, Voz pasiva con ser
 
Los científicos nucleares 
habían sido radiados
.
 
Die Atomforscher waren bestrahlt worden.
 
Pretérito perfecto de indicativo
, Voz pasiva con ser
```

Bezüglich der semantischen Rolle gilt für das Vorgangspassiv, dass die Veränderung in der Verbmorphologie darin besteht, dass das Argument mit der Agens-Rolle als ser + Partizip participio pasado realisiert wird, während das Argument mit der Patiens-Rolle als Nominalphrase im Nominativ erscheint.
Das Zustandspassiv (pasiva con estar o pasiva de estado) hingegen beschreibt Zustände, bei dem die Subjekte einer Handlung oder eines Ereignisses etwas erfahren haben, „erleiden“ mussten, wobei diese Handlung nunmehr abgeschlossen ist. Es steht also nicht das Geschehen im Blickfeld, sondern das Ergebnis, das Resultat der Handlungen. Im Deutschen wird diese Form mit dem Hilfsverb „werden“ bzw. „sein werden“ gebildet.
```
  
Todas las casas 
están vendidas
.
 
Alle Häuser sind verkauft.
 Presente de indicativo, voz pasiva con estar
  
Todos los libros 
están vendidos
.
 
Alle Bücher sind verkauft.
 Presente de indicativo, voz pasiva con estar
```

```
 
Las contraventanas 
están cerradas
.
 
Die Fensterläden sind geschlossen.
 Presente de indicativo, voz pasiva con estar
```

| Vorgangspassiv (Auswahl), indicativo | ser                       | ser                       | ser                             | ser                                | ser                                   | ser                               | ser                             |
| Person                               | Presente                  | Imperfecto                | Indefinido                      | Perfecto                           | Pluscuamperfecto                      | Futuro                            | Participio pasado oder perfecto |
| ------------------------------------ | ------------------------- | ------------------------- | ------------------------------- | ---------------------------------- | ------------------------------------- | --------------------------------- | ------------------------------- |
| yo                                   | soy (ich werde bestrahlt) | era (ich wurde bestrahlt) | fui (ich wurde schon bestrahlt) | he sido (ich bin bestrahlt worden) | había sido (ich war bestrahlt worden) | seré (ich werde bestrahlt werden) | radiado                         |
| tú                                   | eres                      | eras                      | fuiste                          | has sido                           | habís sido                            | serás                             | radiado                         |
| él, ella                             | es                        | era                       | fue                             | ha sido                            | habías sido                           | será                              | radiado                         |
| nosotros, nosotras                   | somos                     | éramos                    | fuimos                          | hemos sido                         | habíamos sido                         | seremos                           | radiado                         |
| vosotros, vosotras                   | sois                      | erais                     | fuisteis                        | habais sido                        | habíais sido                          | seréis                            | radiado                         |
| ellos, ellas                         | son                       | eran                      | fueron                          | han sido                           | habían sido                           | serán                             | radiado                         |

| Vorgangspassiv (Auswahl) subjuntivo | ser                       | ser                         | ser                                  | ser                                      | ser                                       | ser                             |
| Person                              | Presente                  | Imperfecto                  | Perfecto                             | Pluscuamperfecto                         | Futuro                                    | Participio pasado oder perfecto |
| ----------------------------------- | ------------------------- | --------------------------- | ------------------------------------ | ---------------------------------------- | ----------------------------------------- | ------------------------------- |
| yo                                  | sea (ich werde bestrahlt) | fuera (ich würde bestrahlt) | haya sido (ich sei bestrahlt worden) | hubiera sido (ich wäre bestrahlt worden) | hubiere sido (ich werde bestrahlt werden) | radiado                         |
| tú                                  | seas                      | fueras                      | hayas sido                           | hubieras sido                            | hubieres sido                             | radiado                         |
| él, ella                            | sea                       | fuera                       | haya sido                            | hubiera sido                             | hubiere sido                              | radiado                         |
| nosotros, nosotras                  | seamos                    | fuéramos                    | hayamos sido                         | hubiéramos sido                          | hubiéremos sido                           | radiado                         |
| vosotros, vosotras                  | seáis                     | fuerais                     | hayáis sido                          | habierais sido                           | hubiereis sido                            | radiado                         |
| ellos, ellas                        | sean                      | fueran                      | hayan sido                           | habieren sido                            | hubieren sido                             | radiado                         |

#### Das Zustandspassiv,pasiva con estar
Subjekt + estar + Partizip participio pasado oder perfecto kongruent nach dem Subjekt in Genus und Numerus
Das Zustandspassiv beschreibt das Ergebnis einer Handlung oder eines Ereignisses und bezeichnet Zustände. Es beschreibt einen Tatbestand, der von einer Person oder einem Gegenstand seinen, mit einem Ergebnis verbundenen, Ausgang nimmt. Die zentrale Frage lautet: „Wie ist der Zustand einer Person oder eines Gegenstandes, nachdem eine Handlung oder Ereignis geschehen oder abgeschlossen ist?“ Das Zustandspassiv (pasiva con estar) verwendet das Hilfsverb oder Kopulaverb estar und ein veränderliches Partizip, participio pasado oder perfecto. – Beispiele:
Las camas ya están hechas. Die Betten sind bereits gemacht. Presente de indicativo, Voz pasiva con estar Los pacientes han estado radiados. Die Patienten sind bestrahlt gewesen. Pretérito perfecto de indicativo, voz pasiva con estar.
| Zustandspassiv (Auswahl) indicativo | estar                     | estar                      | estar                            | estar                                 | estar                                    | estar                             | estar                           |
| Person                              | Presente                  | Imperfecto                 | Indefinido                       | Perfecto                              | Pluscuamperfecto                         | Futuro                            | Participio pasado oder perfecto |
| ----------------------------------- | ------------------------- | -------------------------- | -------------------------------- | ------------------------------------- | ---------------------------------------- | --------------------------------- | ------------------------------- |
| yo                                  | estoy (ich bin bestrahlt) | estaba (ich war bestrahlt) | estuve (ich war schon bestrahlt) | he estado (ich bin bestrahlt gewesen) | había estado (ich war bestrahlt gewesen) | estaré (ich werde bestrahlt sein) | radiado                         |
| tú                                  | estás                     | estabas                    | estuviste                        | has estado                            | habías estado                            | estarás                           | radiado                         |
| él, ella                            | está                      | estaba                     | estuvo                           | ha estado                             | había estado                             | estará                            | radiado                         |
| nosotros, nosotras                  | estamos                   | estábamos                  | estuvimos                        | hemos estado                          | habíamos estado                          | estaremos                         | radiado                         |
| vosotros, vosotras                  | estáis                    | estabais                   | estuvisteis                      | habais estado                         | habíais estado                           | estaréis                          | radiado                         |
| ellos, ellas                        | están                     | estaban                    | estuvieron                       | han estado                            | habían estado                            | estarán                           | radiado                         |

| Zustandspassiv (Auswahl) subjuntivo | estar                    | estar                          | estar                                   | estar                                       | estar                                    | estar                           |
| Person                              | Presente                 | Imperfecto                     | Perfecto                                | Pluscuamperfecto                            | Futuro                                   | Participio pasado oder perfecto |
| ----------------------------------- | ------------------------ | ------------------------------ | --------------------------------------- | ------------------------------------------- | ---------------------------------------- | ------------------------------- |
| yo                                  | esté (ich sei bestrahlt) | estuviera (ich wäre bestrahlt) | haya estado (ich sei bestrahlt gewesen) | hubiera estado (ich wäre bestrahlt gewesen) | hubiere estado (ich wäre bestrahlt sein) | radiado                         |
| tú                                  | estés                    | estuvieras                     | hayas estado                            | hubieras estado                             | hubieres estado                          | radiado                         |
| él, ella                            | esté                     | estuviera                      | haya estado                             | hubiera estado                              | hubiere estado                           | radiado                         |
| nosotros, nosotras                  | estemos                  | estuviéramos                   | hayamos estado                          | hubiéramos estado                           | hubiéremos estado                        | radiado                         |
| vosotros, vosotras                  | estéis                   | estestuvierais                 | hayáis estado                           | habierais estado                            | hubiereis estado                         | radiado                         |
| ellos, ellas                        | estén                    | estuvieran                     | hayan estado                            | habieren estado                             | hubieren estado                          | radiado                         |

### Synthetisches Passiv,pasiva sintética
In der alltäglichen gesprochenen Sprache vermeidet man das analytische Passiv zugunsten des synthetischen Passivs (pasiva sintética) und des pasiva refleja. Voraussetzung für eine solche Konstruktion wäre, dass das Subjekt des Satzes keine Person (Sachsubjekte) ist, präziser: Wenn es belebt ist, muss es in der Anzahl unbestimmt sein, das heißt ohne Artikel stehen. Andernfalls es ist unbelebt. Im Grunde handelt es sich um eine reflexive Aktivform, ähnlich der deutschen Formulierung Das Auto fährt sich gut.
```
 
En algunas familias de la Bosnia 
no se come
 la carne de cerdo.
 
In einigen bosnischen Familien isst man kein Schweinefleisch.
```

Diese passivische spanische Konstruktion gestaltet sich normalerweise durch das Pronomen se und die dritte Person Singular oder Plural eines transitiven Verbs und ein Substantiv. Damit ist immer ein Subjekt vorhanden. Das Verb muss, mit wenigen Ausnahmen, transitiv sein (transitiv heißt hier, dass es ein direktes Objekt zu binden vermag).
Es wird mit dem Pronomen se und einem Verb in der dritten Person gebildet; der Urheber wird nicht genannt (im Deutschen oft mit „man“ wiedergegeben). – Beispiele:
```
 
Se vende el piso
 
Man verkauft die Wohnung

 
El piso es vendido por alguien
 
Die Wohnung wird von jemandem verkauft
.
```

Das Reflexivpassiv (pasiva refleja) verwendet das Personalpronomen se und die dritte Person Singular oder Plural des Verbes. – Beispiel:
```
 
Este coche 
se
 vende bien
 
Dieses Auto verkauft sich gut
.
```

Bezüglich der semantischen Rolle sind reflexive Konstruktionen solche, in denen das Agens und das Patiens denselben Bezug haben.
Das synthetische Passiv ist die häufiger verwendete Form.
Eine weitere Form „passivischer“ Konstruktion wird verwendet, wenn der Verursacher oder auch die Ursache einer Handlung oder eines Ereignisses unbekannt oder unbedeutend sind, es ist die aktivische Form eines unbestimmten Subjekts.
Aktiv mit dem unbestimmten Subjekt (pasiva impersonal): Statt einer echten passivischen Konstruktion steht das Aktiv mit einem unbestimmten Subjekt. – Beispiel:
```
 
Allí 
están ensanchando
 el edificio
 
Dort wird das Gebäude erweitert.
```

Das sich aus dem ursprünglichen Vollverb „haber“ entwickelte „hay“ zu deutsch „es gibt“ kann ebenfalls für passivische Satzbau eingesetzt werden. Das Vollverb „haber“ dient im Übrigen im Spanischen fast ausschließlich als Hilfsverb für die Bildung der zusammensetzten Zeiten. Es stellt eine Formulierungsalternative zu der eigentlich passivischen grammatisch-syntaktischen Satzkonstruktion dar. Das spanische Modalverb „hay que“ zu deutsch „man muss“ wird dazu in Verbindung mit einem Infinitiv als Alternative zum Passiv genutzt. – Beispiel:
```
 hay + que + infinitive Verbform
 
Hay que hacer ejercicio y dormir bien.
 
Man muss gut trainieren und schlafen.
```

#### Das Reflexivpassiv im Spanischen,pasiva refleja, voz mediopasiva
Das Reflexivpassiv (pasiva refleja) stellt eine sehr häufige Wendung im alltäglichen Spanisch dar und dient zur Versprachlichung eines Vorgangspassivs durch eine aktivische Wendung in reflexiver Form. Sie wird mit dem Reflexivpronomen „se“ ausgedrückt. Eigentlich stellt diese reflexiv-passive Form ein Mediopassiv (voz mediopasiva) dar, das in der Regel durch die Verwendung eines Reflexivpronomens angegeben wird. – Beispiel:
```
El padre se enojó al ver a su hijo romper la lámpara.
```

Das Verb „se enojó“ bringt das Mediopassiv zum Ausdruck, weil es zum einen das Reflexivpronomen „se“ umfasst und zum anderen in Verbindung mit dem einfachen Verb „enojar“ den Sinn „sich ärgern“ bedeutet.
Durch die Verwendung des Pronomen kann ein passiver Vorgang in der 3. Person (singular oder plural) ausgedrückt werden, wenn das erleidende Subjekt bei transitiven Verben die Eigenschaft eines unbelebten bzw. belebten, aber unbestimmten Subjekts, d. h. ohne Artikel, aufweist.
```
In der Satzstellung steht das erleidende Subjekt meistens hinter dem (transitiven) Verb:
```

„se + Verb + Subjekt“, man findet aber ebenso die Reihenfolge „Subjekt + se + Verb“ – Beispiele:
```
 
Los coches son vendidos.
 
Die Autos werden verkauft.

 
Se venden los coches.
 Auch 
Los coches se venden.
 
Man verkauft die Autos.
 
 
Esta casa es vendida.
 
Dieses Haus wird verkauft.

 
Se vende esta casa.
 Auch 
Esta casa se vende.
 
Man verkauft dieses Haus.
```

Im Deutsch findet sich eine durchaus ähnliche Konstruktion, dann aber verbunden mit einem Adverb.
```
 
Diese Autos verkaufen sich gut.

 
Wikipedia liest sich leichter als Lexika.
[
35
]
```

Das Reflexivpassiv nimmt aber bestimmte Voraussetzungen zum Anlass seiner Konstruktion. So muss immer ein Subjekt vorliegen, und das Verb muss transitiv sein. Transitiv bedeutet hier, dass das Verb in der Lage ist, ein direktes Objekt binden. – Beispiel:
```
 
Aquí se come pollo.
 Hier wird Hähnchen gegessen.
```

Fehlt aber das Subjekt, liegt kein pasiva refleja vor. – Beispiel:
```
 
Aquí se come bien.
 Hier isst man gut.
```

Das erleidende Subjekt stellt ein unbelebtes Objekt dar, das den Vorgang strenggenommen nicht selbstinduziert ausführen kann. – Beispiel:
```
 
Los coches se venden.
 Die Autos werden verkauft.
```

Hingegen wäre die Form mit einem belebten Subjekt kein pasiva refleja. – Beispiel:
```
 
Las mujeres se venden por unos euros.
 Die Frauen verkaufen sich für ein paar Euros.
```

| Aktivsatz, Oración activa                                   | Analytisches Passiv, Oración pasiva analítica                             | Synthetisches Passiv, Oración pasiva sintética o refleja     |
| ----------------------------------------------------------- | ------------------------------------------------------------------------- | ------------------------------------------------------------ |
| El presidente (suj. agente) convocó la reunión (c. directo) | La reunión (suj. paciente) fue convocada por el presidente (comp. agente) | Se convocó la reunión (suj. paciente) [por x] (comp. agente) |